# Tanytarsus paraligulatus
Tanytarsus paraligulatus är en tvåvingeart som beskrevs av Reiss 1972. Tanytarsus paraligulatus ingår i släktet Tanytarsus och familjen fjädermyggor. Inga underarter finns listade i Catalogue of Life.